# 2010 en architecture
| Années de l'architecture : 2007 - 2008 - 2009 - 2010 - 2011 - 2012 - 2013    |
| Décennies de l'architecture : 1980 - 1990 - 2000 - 2010 - 2020 - 2030 - 2040 |

## Réalisations
- Le 4 janvier, la tour Burj Khalifa, le plus haut gratte-ciel au monde à ce moment, est inaugurée à Dubaï.

## Récompenses
- Prix Pritzker : Kazuyo Sejima et Ryue Nishizawa (SANAA)[1].
- Prix de l'Équerre d'argent : Pascale Guédot pour la médiathèque intercommunale d’Oloron-Sainte-Marie.
- Prix Stirling : Zaha Hadid pour le MAXXI - Musée national des arts du XXIe siècle[2].
- Grand Prix AFEX de l’architecture française dans le monde: Dominique Perrault pour l'Université des femmes Ewha à Séoul

## Décès
- 19 janvier : Jean Duthilleul (° 8 août 1913).
- 4 mars : Raimund Abraham (° 23 juillet 1933).
- 31 mai : Jean Le Couteur (° 10 juin 1916).
- 3 juillet : Carlo Aymonino (° 18 juillet 1926).
- 24 décembre : Jean-Marie Charpentier.